# 臺灣總督府醫學校
臺灣總督府醫學校，成立於明治32年（1899年4月）。1919年4月，改制為「臺灣總督府醫學專門學校」。1922年，改稱「臺灣總督府臺北醫學專門學校」。1936年，臺北帝國大學成立醫學部，原臺灣總督府臺北醫學專門學校即改隸臺北帝大所管理，稱「臺北帝國大學附屬醫學專門部」。1945年以後，臺北帝大醫學部與附屬醫學專門部合併改制為國立臺灣大學醫學院。

## 創立

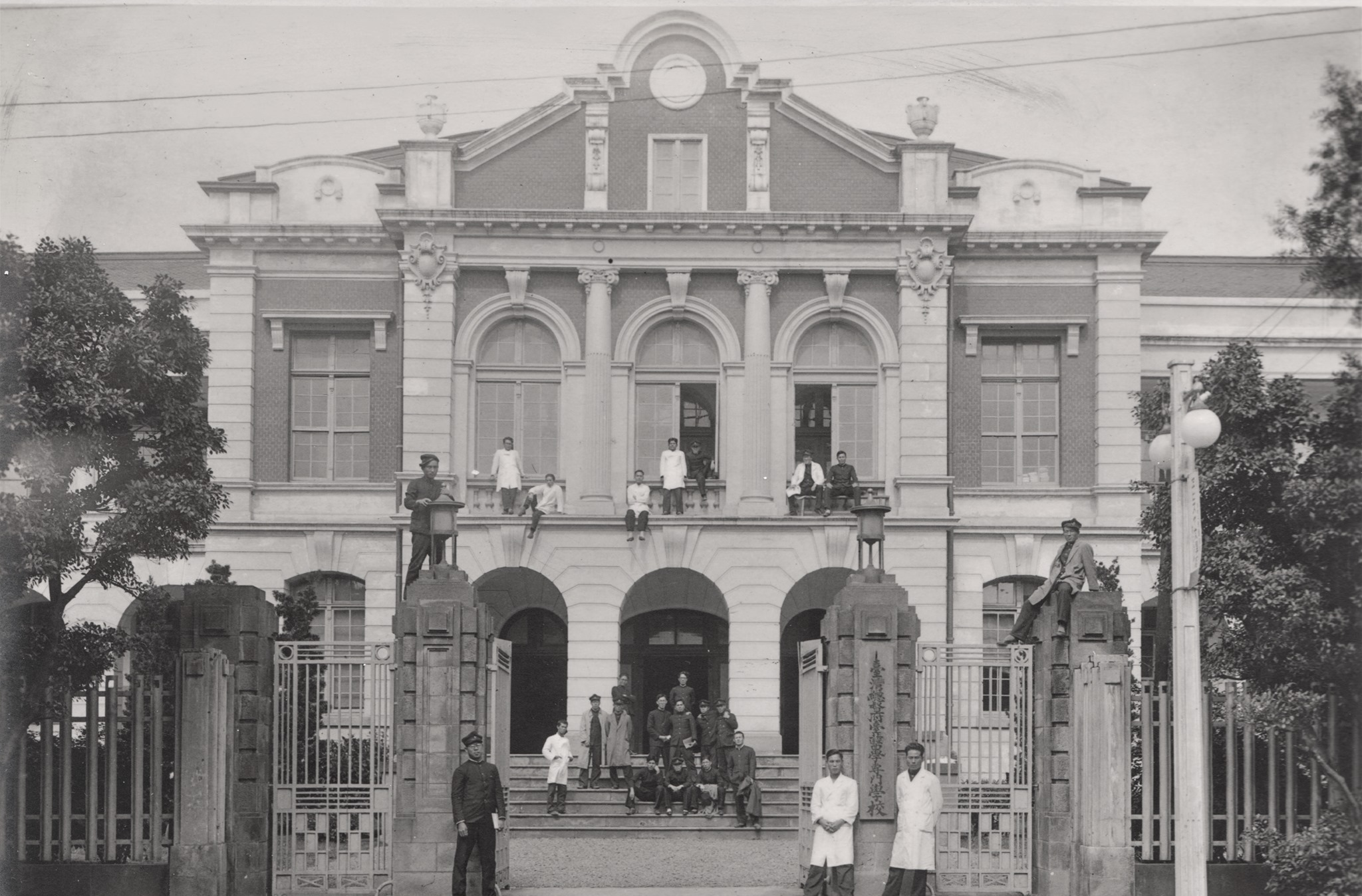
臺灣總督府臺北醫學專門學校

明治28年（1895年）6月，台灣總督府在舉行「始政式」（1895年臺灣）後第4天，就在台北大稻埕創辦「大日本台灣病院」（為今台大醫院的前身，三年後遷至台大醫院現址西側。「病院」即日語「醫院」之意），從日本派來醫生10名、藥師9名、護士20名。1897年4月12日台灣病院院長山口秀高在院內創辦醫學講習所（又稱土人醫師養成所，土人意指台灣人），以培養台灣本地醫師為目的。1898年3月總督兒玉源太郎起用了曾任衛生局長的後藤新平任民政長官之後，1899年2月20日升格為台灣總督府醫學校，五年制專收台灣人全部住校。1899年4月1日，台灣總督府醫學校舉行「開校式」（開學典禮），首任校長為山口秀高。
《臺灣總督府醫學校規則》第一條即開宗明義說明主旨：
臺灣總督府醫學校為授予本島人醫學教育，養成醫師之處。

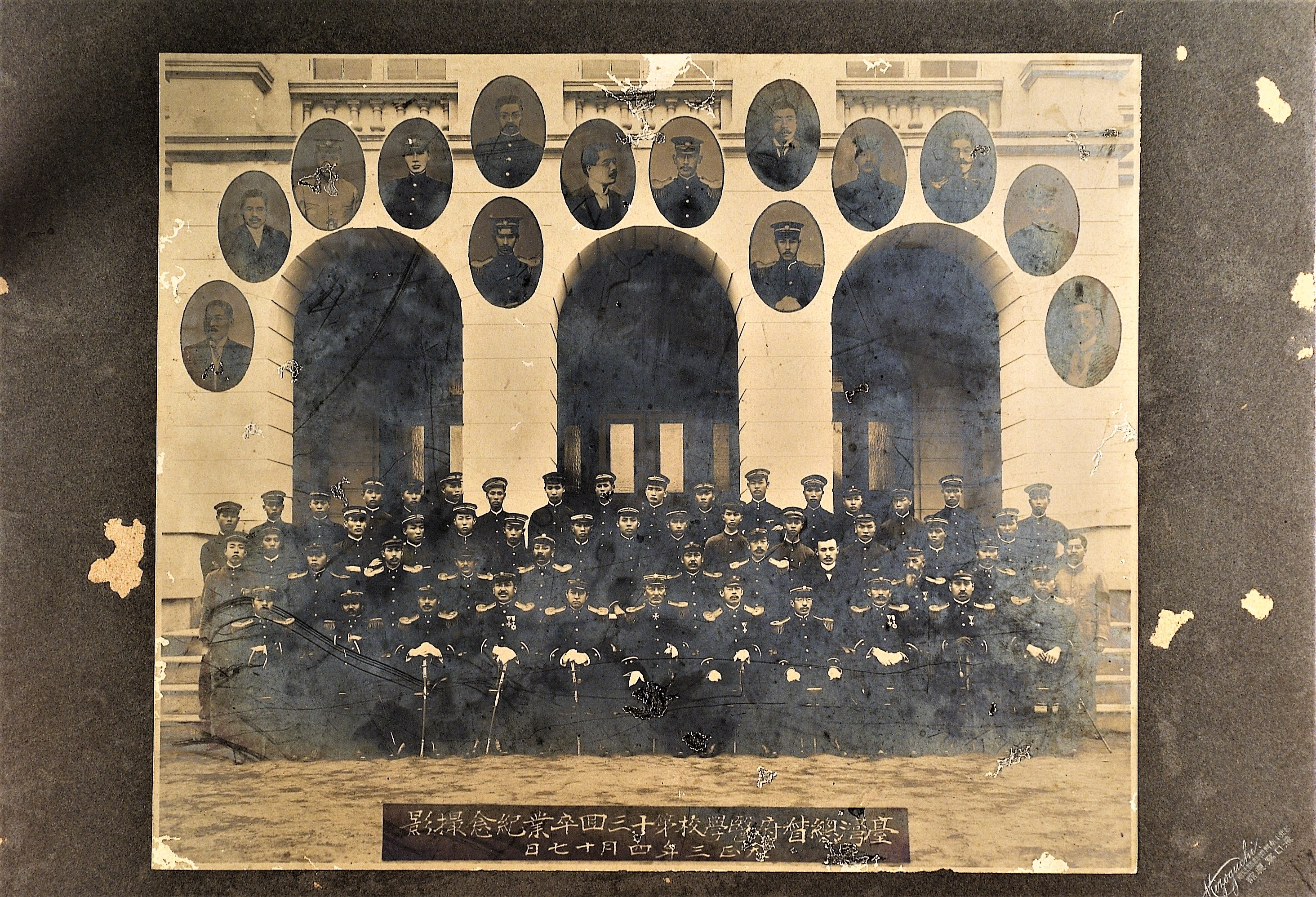
臺灣總督府醫學校第十三回卒業紀念撮影

台灣總督府醫學校為台灣總督直接管理，學制規定修業年限4年、預科1年，需經5年才能畢業，並招考了70名學生。

## 發展

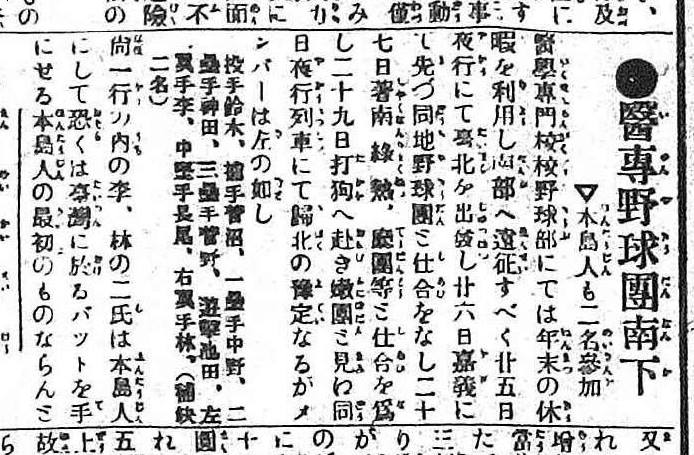
1919年臺灣日日新報「醫學專門學校野球團南下」一文報導有兩名本島人同赴高雄

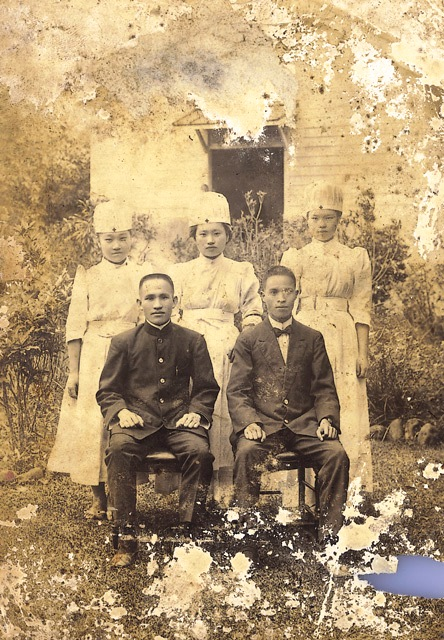
1920年臺灣原住民泰雅族領袖樂信·瓦旦與哈勇．烏送（高啟順）在臺灣總督府醫學專門學校

明治42年（1909年）4月，台灣總督府醫學校校友成立「台灣總督府醫學校校友會」。之後，台灣總督府醫學校歷經台灣總督府醫學專門學校（1919年）、台灣總督府台北醫學專門學校（台北醫專，1922年）等階段。1936年，台北帝國大學正式成立醫學部，台北醫專併入臺北帝大改成台北帝國大學附屬醫學專門部，期間一共培養了1888名台灣人醫師，其中繼續深造者212人。
第二次世界大戰後，台北帝國大學被中華民國國民政府接收。1945年11月15日完成接收。1945年12月，國民政府行政院成立國立臺灣大學，附屬醫學專門部被代理校長羅宗洛廢除，1944年和1945年入學的在校生被轉到台北帝國大學預科改成的國立臺灣大學先修班修業一年，先修班畢業後直升國立臺灣大學醫學院醫本科。

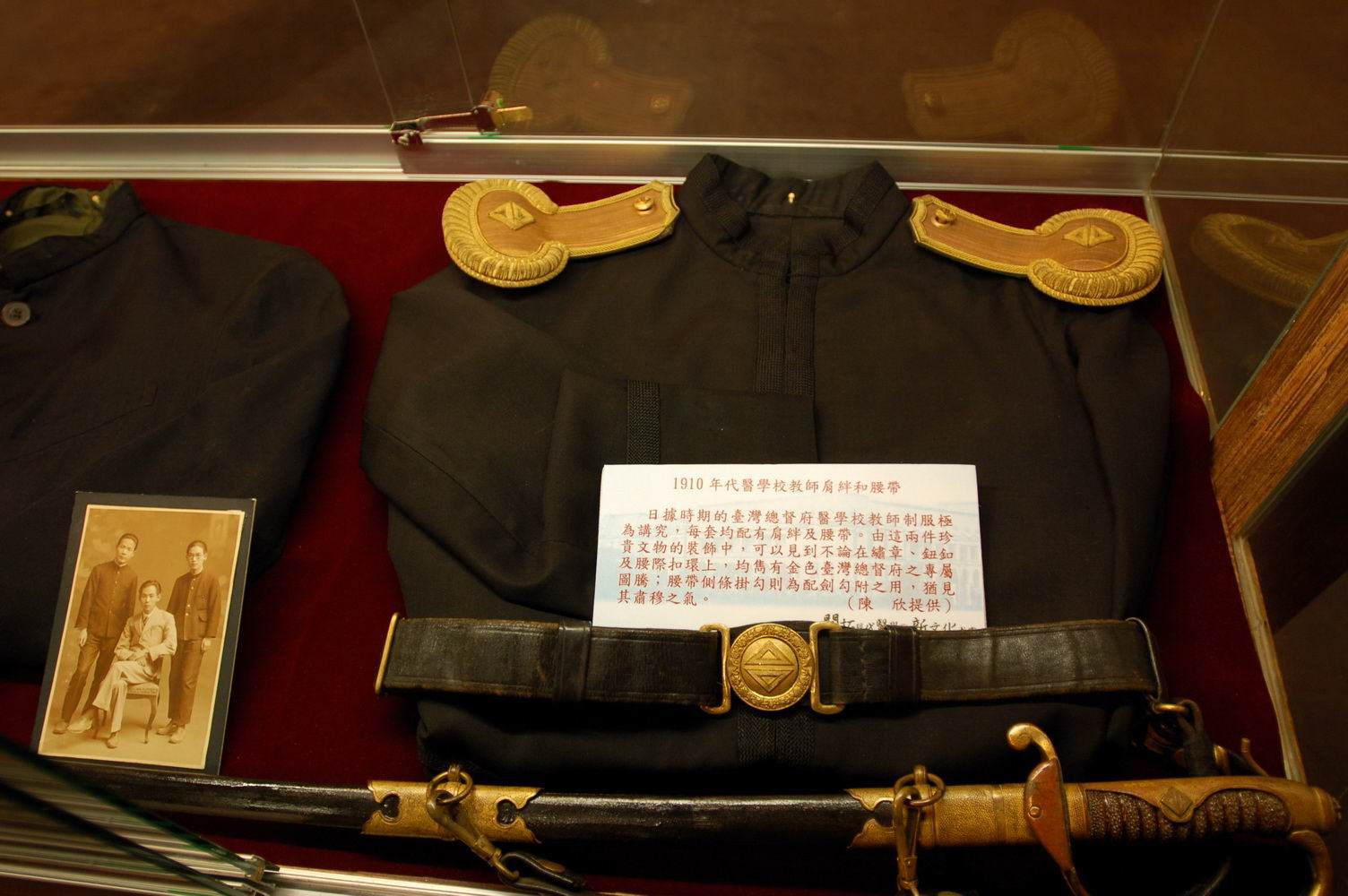
1910年代臺灣總督府醫學校教師肩絆與腰帶

1946年間，國立臺灣大學先修班和醫本科（醫本科除了接受先修班畢業的原台北帝大醫專生和原台北帝大預科生以外，還招收台北高等學校等的畢業生）容納不下從日本本土和其他殖民地、領地的醫學專門學校輾轉回台的許多學生，國立臺灣大學成立國立臺灣大學臨時醫學專修科（臨時醫專）供他們完成學業。1944年和1945年入學的台北醫專學生，在1946年先修班畢業後，除了直升醫本科或轉到其他學院讀本科以外，還可選擇進入臨時醫專。1947年，陸志鴻校長續辦先修班和臨時醫專。1948年，最後一屆先修班在莊長恭校長任內畢業而停辦；臨時醫專雖然都沒有招收新生（僅供因戰爭因素未完成日制醫學專門部或醫學專門學校學業的台灣學生修習醫學），在學生仍可繼續上課。1950年，傅斯年校長任內，最後一屆臨時醫專學生畢業，臨時醫專走進歷史。

## 校長
- （兼）山口秀高：1899年4月1日 -
- （心得）松尾知明：1902年1月16日 - 4月7日
- （兼）高木友枝：1902年3月31日 - 1907年8月23日
- 高木友枝：1907年8月23日 - 1912年2月28日
- （兼）高木友枝：1912年2月28日 - 1915年3月31日
- 堀內次雄：1915年3月31日 - 1945年

## 著名校友
- 台灣第一位帝國大學醫學博士杜聰明
- 第一位參加中國同盟會的台灣人翁俊明(杜聰明的同班同學)，旅日藝人翁倩玉祖父。
- 台灣文化協會方面的蔣渭水、吳海水、石錫勳、林麗明、林瑞西等
- 台灣民眾黨方面的韓石泉、王受祿(台灣第一位留學德國的醫學博士)等
- 文學方面的賴和等
- 政治方面的黃朝生等
- 農民運動方面的李應章、黃信國等
- 日治台灣台南州東石郡朴子街初代街長（首任市長）、嘉義客運首任董事長黃媽典
- 日本漢學家、作家尾崎秀樹
- 樂信·瓦旦(林瑞昌)，泰雅族，日本公醫，臺灣白色恐怖時期受難者之一，第一屆臺灣省議員。
- 杜孝生(博尤 特士庫)：為鄒族第一位西醫，嘉義縣第一屆議員，台灣白色恐怖受難者之一，歌手杜銘哲之父。
- 徐傍興：美和高中及美和護專創辦人，並為台灣棒球推手之一。

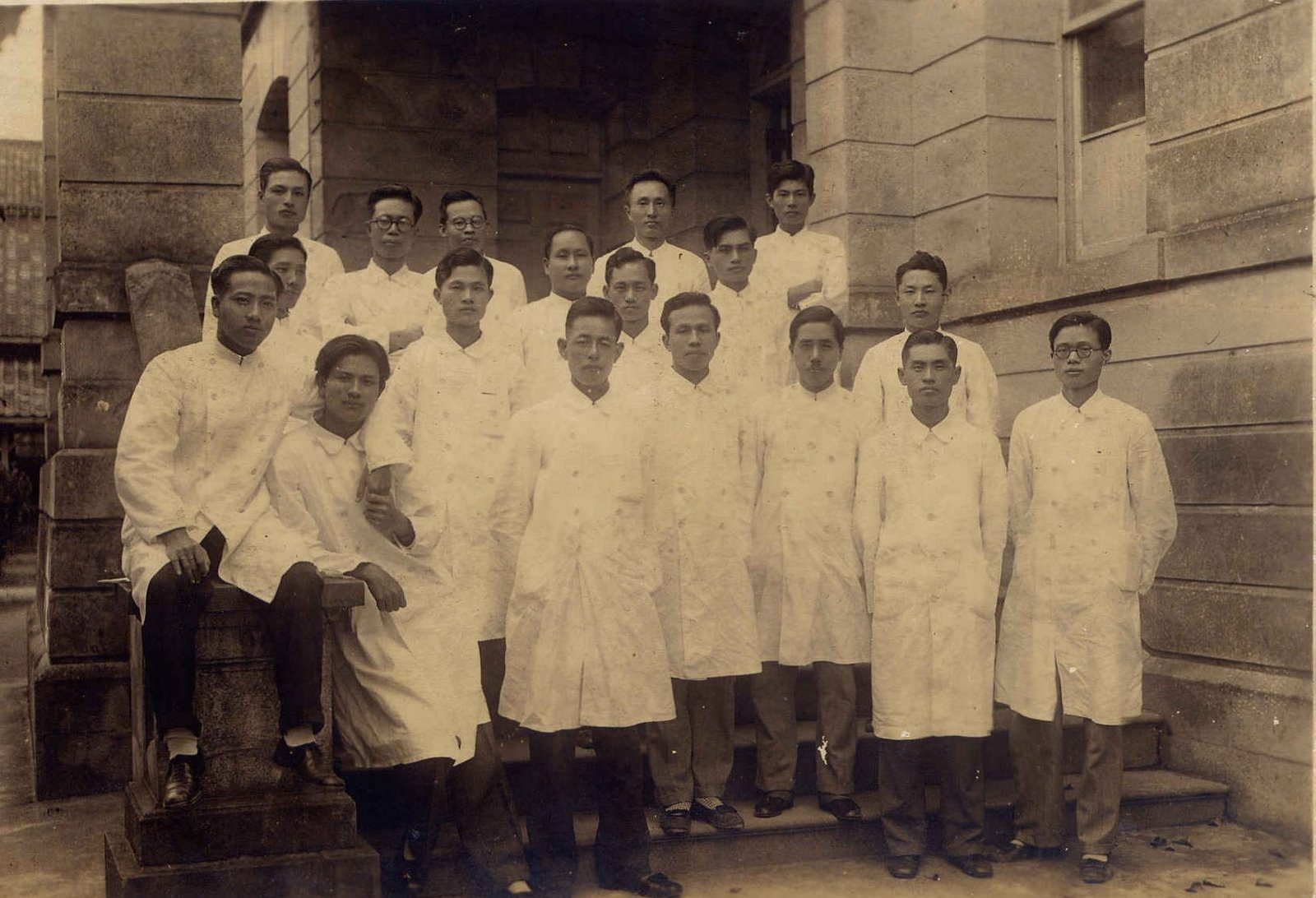
臺灣總督府臺北醫學專門學校學生合照

- 臺灣總督府臺北醫學專門學校學生合照劉清港：臺灣三峽地區第一位公醫，並兼任莊協議會議員。

## 外部連結
- 王崇禮（臺大醫學院骨科教授）, 日本殖民統治下的台灣醫學 （页面存档备份，存于）, 臺大醫學人文博物館